# Club Nacional de Football
Club Nacional de Football är en sportinstitution i Montevideo, Uruguay som grundades den 14 maj 1899 efter en sammanslagning av Montevideo Football Union Club och Uruguay Athletic Club (inte att förväxla med Uruguay Athletic Club).
Nacional som förening deltar i flera sporter, varav fotboll är den mest framträdande och den sport där klubben har uppnått betydande segrar i Uruguay och internationellt. Fotbollslaget spelar sina hemmamatcher i Estadio Gran Parque Central.
Fotbollslaget har vunnit Copa Libertadores tre gånger: 1971, 1980 och 1988. Interkontinentalcupen vann man obesegrat 1971, 1980 och 1988. Man har spelat i den högsta inhemska ligan sedan 1901 och har blivit uruguayanska mästare 45 gånger (11 gånger i amatör-eran, 34 i den professionella eran). Med totalt 145 officiella titlar, 124 inhemska titlar och 21 internationella titlar, är Nacional den mest framgångsrika klubben i Uruguay i fråga om antalet titlar. Fram till säsongen 2014–15 hade man deltagit i 112 säsonger av högstaligan (flest i Uruguay) med en sämsta placering på plats 7 (1988).
Nacionals samtliga sportlag identifieras med de vita, blå och röda färgerna, inspirerade av Uruguays nationella hjälte José Gervasio Artigas flagga.
Nacionals fotbollslag har hög rivalitet med många klubbar, särskilt med Montevideo-laget Peñarol, i sammandrabbningar kallat El Clasico del Fútbol Uruguayo.

## Historia

### Grundandet 1899

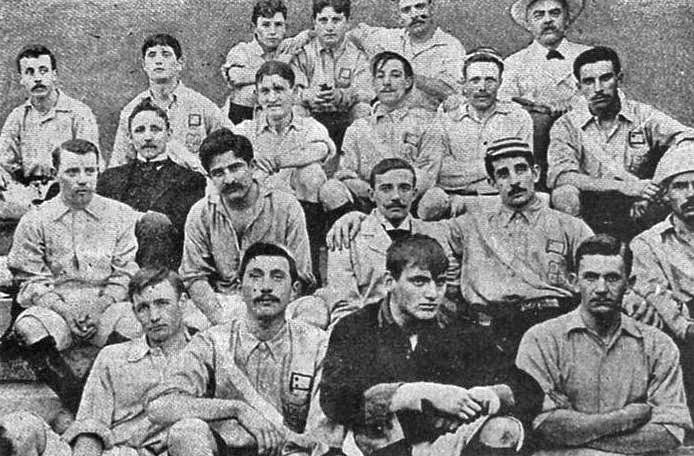
Nacional representerar Uruguay i en landskamp mot Argentina, 1903.

I slutet av 1800-talet började man spela fotboll i Uruguay, mycket tack vare den höga invandringen från Storbritannien som tog med sig seden att spela fotboll. Montevideo CC, CURCC, Uruguay Athletic, Albion och Montevideo Rowing var idrottsklubbar med en fotbollssektion. Nacional, Deutcher FK och Uruguay Athletic Club var de klubbar som var först att grundas som rena fotbollslag. Nacional bildades efter en sammanslagning av Montevideo Football Union Club och Uruguay Athletic Club den 14 maj 1899 hemma hos Ernesto Caprario. Detta var den första rena fotbollsföreningen i Sydamerika.

## Meriter
- Ligamästare: 45 (1902, 1903, 1912, 1915, 1916, 1917, 1919, 1920, 1922, 1923, 1924, 1933, 1934, 1939, 1940, 1941, 1942, 1943, 1946, 1947, 1950, 1952, 1955, 1956, 1957, 1963, 1966, 1969, 1970, 1971, 1972, 1977, 1980, 1983, 1992, 1998, 2000, 2001, 2002, 2005, 2005–06, 2008–09, 2010–11, 2011–12, 2014–15)
- Copa Libertadores: 3 (1971, 1980, 1988)
- Interkontinentalcupen: 3 (1971, 1980, 1988)
- Copa Interamericana: 2 (1972, 1989)
- Recopa Sudamericana: 1 (1989)

## Spelare
Se kategorisidan spelare i Club Nacional de Football för en lista över fotbollsspelare som har spelat för Nacional.

### Rekord
- Flest matcher: Emilio Álvarez, 511 spelade matcher
- Längst tid i klubb: Héctor Scarone, 21 år (1917-39)
- Flest mål: Atilio García, 465 mål

## Övriga sporter
Nacional som förening har flera olika sportavdelningar:
- Schack: nationella mästare 1993, 1994 och 1997.
- Basket: medlemmar av Uruguays basketförbund sedan 1932. Nationella mästare 1935 och 1937.
- Cykling (velodrom- och landsvägscykling): medlemmar av Uruguays cykelförbund sedan 1914.
- Futsal
- Tennis
- Volleyboll